# Supercopa de México 2017-18
La Supercopa MX 2017-18 fue la quinta edición de la Supercopa de México. Esta edición fue disputada por los campeones de Copa Corona MX correspondientes al Apertura 2017ː Monterrey y Clausura 2018: Necaxa.

## Sistema de competición
Disputarán la Supercopa MX 2017-18 los campeones de las Copas Apertura 2017 y Clausura 2018. En esta ocasión la final será a un juego único en Estados Unidos.
El Club vencedor de la Supercopa MX será aquel que en el partido anote el mayor número de goles. Si al término del tiempo reglamentario el partido está empatado, se procederá a lanzar tiros penales, hasta que resulte un vencedor.

## Información de los equipos
| Equipo    | Entrenador           | Estadio       | Ciudad                         | Patrocinador | Kit    |
| --------- | -------------------- | ------------- | ------------------------------ | ------------ | ------ |
| Monterrey | Diego Alonso         | BBVA Bancomer | Monterrey, Nuevo León          | BBVA         | Puma   |
| Necaxa    | Marcelo Michel Leaño | Victoria      | Aguascalientes, Aguascalientes | Cavall Sport | Charly |

## Partido

### Monterrey-Necaxa
| 15 de julio de 2018, 17:00 (UTC-7)               | Monterrey | 0:1 (0:1) | Necaxa      | StubHub Center, Los Ángeles                                    |                                                                |
|                                                  |           | Reporte   | 25' Córdova | Asistencia: 7 000 espectadores Árbitro(s): Marco Antonio Ortiz | Asistencia: 7 000 espectadores Árbitro(s): Marco Antonio Ortiz |
| Necaxa campeón de la Supercopa MX 2017-18 (1:0). |           |           |             |                                                                |                                                                |

#### Ficha
|                            |
| Bandera de México          |
| Campeón Necaxa 1.er título |